# Foto Cine Club Bandeirante
El Foto Cine Club Bandeirante (también conocido en Brasil como FCBB) es una de las asociaciones fotográficas más antiguas e importantes de Brasil, ubicada en la ciudad de São Paulo y cuna artística de multitud de conocidos fotógrafos de este país. Fue fundado en el año 1939 y tiene un importante prestigio internacional.

## Historia
Desde su formación el club se involucró en la vanguardia de la fotografía y la difusión de los nuevos métodos y tendencias, siendo uno de los pioneros en el desarrollo de la fotografía artística brasileña.
Durante años ha organizado el Salón Brasileño de Arte Fotográfico, además de concursos digitales como Web Art Photos y Tecnologia na Arte, todos ellos con un importante éxito.
A lo largo de su dilatada trayectoria ha formado a gran cantidad de jóvenes y organizado multitud de exposiciones, siendo el responsable del nacimiento de la Escuela Paulista, en el seno de la cual importantes fotógrafos desarrollaron un gran domincio de la composición, la abstracción y la estudiada selección de los recortes.

## Publicaciones
Durante la década de los 70 y parte de los 80 publicó la revista Foto Cine Som y actualmente dispone de una biblioteca fotográfica con obras que ya superan el siglo de vida.

## Componentes (selección)
Entre los numerosos fotógrafos reconocidos que pasaron por este club están Marcel Giró, Palmira Puig, Thomas Farkas, Gaspar Gasparian, Geraldo de Barros, German Lorca, José Yalenti, Eduardo Salvatore, Chico Albuquerque y Madalena Schwartz.

## Exposiciones
Tanto el club en si como buena parte de sus miembros, han participado en numerosas exposiciones internacionales, tanto en diferentes países del continente americano como en Europa.